# 湯浅弘章
湯浅 弘章（ゆあさ ひろあき、1978年8月29日 - ）は、日本の映画監督。スターダストプロモーション関連のSTARDUST CREATORS所属。

## 来歴・人物
鳥取県出身。京都芸術大学を卒業後、林海象や押井守の映画で助監督を務める。押井守、深作健太、辻本貴則などの映画作品で撮影監督を務め、監督としてもテレビドラマやMV、CMなど数多く手がける。2018年に『志乃ちゃんは自分の名前が言えない』で長編商業映画デビュー。

## 作品

### 監督作品

#### 映画
- 流れる（2003年・自主制作／第25回ぴあフィルムフェスティバル イマジカ賞）
- まばたき（2006年・自主制作／第28回ぴあフィルムフェスティバル 審査員特別賞）
- 真・女立喰師列伝／草間のささやき（2007年／押井守総監修 オムニバス映画）
- THE NEXT GENERATION -パトレイバー-（2014年 3話、7話、11話）
- 志乃ちゃんは自分の名前が言えない[1]（2018年／劇場用長編映画）

#### テレビドラマ
- ワカコ酒（2015年／BSテレ東・テレビ東京）
- ランチのアッコちゃん（2015年／NHK BSプレミアム）
- ワカコ酒 Season2（2016年／BSテレ東・テレビ東京）
- こえ恋（2016年／テレビ東京）
- 増山超能力師事務所（2017年／読売テレビ・日本テレビ）
- ワカコ酒 Season3（2017年／BSテレ東・テレビ東京）
- 男の操（2017年／NHK BSプレミアム）
- リピート（2018年／読売テレビ・日本テレビ）
- 君は放課後、宙を飛ぶ（2018年／私立恵比寿中学 ひかりTV dTV）
- 探偵が早すぎる（2018年／読売テレビ・日本テレビ）
- ワカコ酒 Season4（2019年／BSテレビ東京・テレビ東京）
- 神酒クリニックで乾杯を （2019年／BSテレビ東京・テレビ東京）
- 四月一日さん家の（2019年／テレビ東京）
- 電影少女 -VIDEO GIRL MAI 2019-（2019年／テレビ東京）
- わたし旦那をシェアしてた（2019年／読売テレビ・日本テレビ）
- 新米姉妹のふたりごはん（2019年／テレビ東京）
- 死役所（2019年／テレビ東京）
- 来世ではちゃんとします（2020年／テレビ東京）
- ワカコ酒 Season5（2020年／BSテレ東・テレビ東京）
- 四月一日さん家と（2020年／BSテレ東・テレビ東京）
- 女子グルメバーガー部（2020年／テレビ東京）
- 30歳まで童貞だと魔法使いになれるらしい（2020年／テレビ東京）
- アノニマス〜警視庁“指殺人”対策室〜（2021年／テレビ東京）
- カラフラブル 〜ジェンダーレス男子に愛されています。〜（2021年／読売テレビ・日本テレビ）
- 来世ではちゃんとします2（2021年／テレビ東京）
- スナック キズツキ（2021年／テレビ東京）
- スペシャルドラマ「デキないふたり」〜ディスきゅん編〜（2022年／テレビ朝日）
- 部長と社畜の恋はもどかしい（2022年／テレビ東京）
- 探偵が早すぎる〜春のトリック返し〜（2022年／読売テレビ・日本テレビ）
- みなと商事コインランドリー（2022年／テレビ東京）
- 少年のアビス（2022年／MBS・TBS）
- Sister（2022年／読売テレビ・日本テレビ）
- 来世ではちゃんとします3（2023年／テレビ東京）
- クールドジ男子（2023年／テレビ東京）
- 潜入捜査官 松下洸平（2023年／TVer）
- 18歳、新妻、不倫します。（2023年／朝日放送テレビ・テレビ朝日）
- 好きなオトコと別れたい（2024年／テレビ東京）
- ウルトラマンアーク（2024年／テレビ東京）[2]
- 完璧ワイフによる完璧な復習計画（2024年／MBS・TBS）
- 私たちが恋する理由（2024年／テレビ朝日）
- 家政婦クロミは腐った家族を許さない（2025年／テレビ東京）
- 御社の乱れ正します！２（2025年／BS-TBS）

#### ミュージックビデオ
- 無口なライオン（2014年／乃木坂46）
- あの日 僕は咄嗟に嘘をついた（2014年／乃木坂46）
- 立ち直り中（2015年／乃木坂46）
- 大人への近道（2015年／乃木坂46）
- センパイ。（2016年／HoneyWorks meets TrySail）
- つづく（2018年／乃木坂46）
- 花びらたちのマーチ（2019年／Aimer）
- じゃあね。（2020年／乃木坂46）

#### ショートムービー
- 赤い服の女（2010年）
- Brave New World, enchantMOON（2012年／樋口真嗣総監修 短編映画）
- 拝啓、橋本奈々未様（2013年／乃木坂46）
- 万理華（2013年／乃木坂46）
- 天体望遠鏡（2014年／乃木坂46）
- インスタントカメラ（2015年／乃木坂46）
- 父と娘（2015年／ホテル椿山荘東京）
- 赤い傘のひと（2015年／乃木坂46）
- 深川麻衣ドキュメンタリー ～永遠はないから～（2016年／乃木坂46）
- 行くあてのない僕たち（2016年／乃木坂46）
- 水槽の中（2017年／乃木坂46）
- いつか、どこかで（2018年／乃木坂46 西野七瀬・若月佑美　乃木恋ムービー）
- 明日も、あの場所で（2019年／乃木坂46 白石麻衣・生田絵梨花　乃木恋ムービー）
- 乃木坂46 8th YEAR BIRTHDAY LIVE DAY3 オープニングムービー（2020年／乃木坂46）
- 白石麻衣 卒業コンサート オープニングムービー（2020年／乃木坂46）

### 撮影監督作品
- 女立喰師列伝 ケツネコロッケのお銀 -パレスチナ死闘編-（2006年／押井守監督作品）
- 真・女立喰師列伝（2007年／押井守総監修）
- ハード・リベンジ・ミリー（2008年／辻本貴則監督作品）
- 斬〜KILL〜（2008年／押井守総監修）
- 聖白百合騎士団（2009年／田淵寿雄監督作品）
- ケータイ小説家の愛（2009年／金子功監督作品）
- ASSAULT GIRLS（2009年／押井守監督作品）
- クロネズミ（2010年／深作健太監督作品）
- 28 1/2 妄想の巨人（2010年／押井守監督作品）
- レッド・ティアーズ（2011年／辻本貴則監督作品）
- 月刊 NEO DVD 中村 中 “純粋+悪”（2011年／松田美由紀監督作品）
- アイアンガール（2012年／長嶺正俊監督作品）

### 脚本
- 花（2006年／函館港イルミナシオン映画祭　第10回シナリオ大賞グランプリ）
- ロボットと美術（2010年／ロマのフ比嘉監督作品）
- I am ICHIHASHI 逮捕されるまで（2012年／ディーン・フジオカ監督作品）
- 武装中学生（2012年／ロマのフ比嘉監督作品）
- ワカコ酒（2015〜2020年／BSテレ東・テレビ東京）
- サヨナラの意味（2017年／乃木坂46 ミュージックビデオ）
- ポンコツな君が好きだ（2021年／NGT48 ミュージックビデオ）